# Parasabella pallida
Parasabella pallida är en ringmaskart som beskrevs av Moore 1923. Parasabella pallida ingår i släktet Parasabella och familjen Sabellidae. Inga underarter finns listade i Catalogue of Life.